# Пухівська ЗОШ І-ІІІ ступенів
Пухівське навчально-виховне об'єднання – комунальний заклад Зазимської сільської ради Броварського району Київської області, с.Пухівка.

## Історія закладу
В с. Пухівка перша церковно-приходська школа була збудована в 1618 році, в якій навчалося 29 дітей.

З 1740 року по 1773 рік у Пухівській школі вчителем працював житель села Зазим'я Василь Пономаренко, який викладав арифметику і граматику. Слово Боже, історію та співи вів батюшка Леонтій Мазюкевич.
У 1879 році Чернігівське губернське земство [Архівовано 18 березня 2020 у Wayback Machine.] побудувало в Пухівці однокласне сільське училище. В ньому були дві класні кімнати: в одній проживала вчителька, а в другій навчали дітей. Учнів налічувалось 12 — 15. Навчання здійснювалося російською мовою.
У 1894 році в центрі села побудували нову церковно-приходську школу на дві класні кімнати, в якій навчалося 30 школярів. Учили дітей дякові дочки — Анюта Василівна та Орина Василівна Кисельові. У 1908 році на громадські кошти була збудована нова початкова школа.  У школу прийшло 50 учнів, але не всі мали змогу закінчити навчання, так як воно було платним.
У липні 1919 року Раднарком УРСР схвалив "Положення про єдину трудову школу УРСР". У республіці запроваджується безкоштовне обов'язкове навчання дітей віком від 7 до 16 років. Навчання здійснювалося українською мовою.
У 1923 — 1924 роках у селі будують школу-семирічку на 200 місць, яка з 1939 року стає середньою. Педагогічний колектив складався з 18 учителів. До війни було два випуски десятикласників.
Під час Другої Світової війни школу було зруйновано. 
Відновила свою роботу школа у жовтні 1943 року у будинку, де до війни був дитсадок.  У школі навчалося 230 учнів. Був обладнаний спортивний майданчик, збудована майстерня. Школа на той час складалася із кількох будинків, що були розташовані в різних кінцях села. У них навчалися учні 1 — 4 класів. Основне приміщення школи було на Угольнищі (назва кутка), її називали великою, бо вона мала 7 класних кімнат. Тут навчались учні 5 — 7 класів із Пухівки та Рожівки.
У 1966 році побудували у Пухівці нову двоповерхову середню школу. В школі було велике фоє, спортивний зал, світлі класи, широкі коридори. У колектив влилось 15 нових вчителів.
І вже в 1968 році Пухівська середня школа зробила свій перший післявоєнний випуск десятикласників — 27 юнаків та дівчат одержали атестати зрілості.

## Директори школи
1939р. – Сірюк Захар Степанович;

1943р. – Микал Тетяна Корніївна;

З 1946 року по 1961 рік директорами були: Супрун Петро Пилипович, Петренко Кузьма Євгенович, Галицький Михайло Сергійович.

У 1961 році директором школи став Писаренко Денис Миронович.

З 1970 по 1981 рік директором працював Ягода Андрій Сидорович. За цей час була створена кабінетна система, введено вивчення автосправи.
Гурбич Микола Григорович очолював педагогічний колектив з 1981 по 1984 рік. У цей час створено лінгафонний кабінет, класи одержали нові меблі.
У 1984 році призначена на посаду директора Лисенко Людмила Федорівна. Під її керівництвом школа першою в Броварському районі започаткувала участь школярів у роботі Малої Академії наук. Учениця Іващенко Олена посіла перше місце у Всеукраїнському конкурсі-захисті науково-дослідницьких робіт МАН з правознавства (1999р.)
З 2016 року школу очолює Гриценко Ірина Іванівна.

## Випускники
- У Пухівській школі навчався  Микал Степан Федорович, що в роки війни заслужив звання Героя Радянського Союзу;
- Марченко Василь Кузьмович 1949 р.н. - дворазовий чемпіон світу, п'ятиразовий чемпіон Європи зі змагань на кімнатній колясці;
- Холошвій Віра Дмитрівна, нині відома поетеса, майстер гумористичного жанру.

Нинішній педагогічний колектив на 50% складається з випускників Пухівської школи.